# West Whittier-Los Nietos, California
West Whittier-Los Nietos, California (енгл. West Whittier-Los Nietos) насељено је место без административног статуса у америчкој савезној држави Калифорнија.

## Демографија
По попису из 2010. године број становника је 25.540, што је 411 (1,6%) становника више него 2000. године.
| Група             | 2000.          | 2010.          |
| Белци             | 3.488 (13,9%)  | 2.369 (9,3%)   |
| Афроамериканци    | 144 (0,6%)     | 254 (1,0%)     |
| Азијати           | 410 (1,6%)     | 393 (1,5%)     |
| Хиспаноамериканци | 20.874 (83,1%) | 22.369 (87,6%) |
| Укупно            | 25.129         | 25.540         |